# Nenets Herding Laika

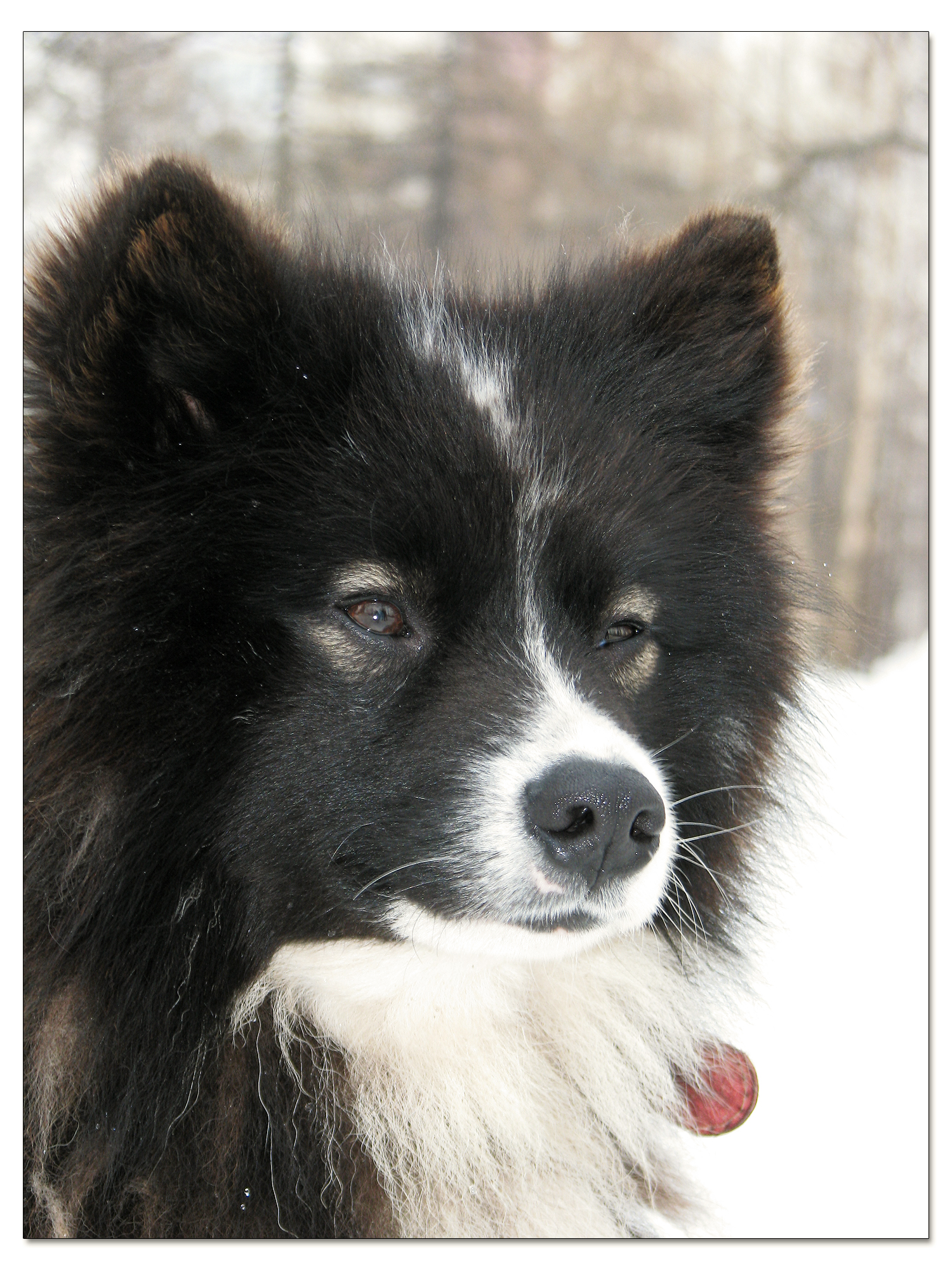
Nenets che mostra la faccia tipica dei Laika

Il Nenets Herding Laika ( russo : Ненецкая лайка ) noto anche come spitz di renne o olenegonka o laika da pastore dei Nenet, è uno cane tipo spitz aborigeno  originario dell'Okrug autonomo di Yamalo-Nenets, in Russia. A differenza di altri laika, i Nenets Herding Laika sono usati raramente per la caccia. Sono, invece, stati selezionati principalmente come cani da pastore per la capacità di condurre le renne, originariamente dal popolo Nenets, e successivamente dai pastori di renne attraverso la Russia.
Si pensa che i Nenets Herding Laika siano i progenitori di diverse razze moderne, tra le quali la meglio documentata è la razza Samoiedo.
Nonostante ciò, la razza si è quasi estinta durante l'era sovietica a causa della mancanza di interesse nel preservare esemplari geneticamente purosangue. Nel 1994, la Russian Kynologic Federation (RKF) ha approvato il primo standard ufficiale della razza.

## Caratteristiche
È un cane di taglia media con un folto doppio mantello, solido o bicolore, grigio, marrone chiaro, nero o bianco, simile ai Lapphund.